# تامارا جیمز
تامارا جیمز (انگلیسی: Tamara James؛ زادهٔ ۱۳ ژوئن ۱۹۸۴) بازیکن بسکتبال اهل ایالات متحده آمریکا است.